# 雷城镇大新街
雷城镇大新街，位于中国广东省湛江市雷州市雷城镇城内管区，为湛江市雷州市的一个市级文物保护单位，类型为古建筑，公布时间为1994年9月13日。
雷城镇大新街的历史年代为明代。